# Rocha FC
Rocha Fútbol Club, är en fotbollsklubb från Rocha, Uruguay. Klubben grundades 1 augusti 1999 och spelar sina hemmamatcher på Estadio Mario Sobrero. Laget spelar i ett blått-svart matchställ, likt det uruguayanska fotbollslandslaget.